# Opel Laubfrosch
Lövgrodan leder hit. Kräldjursarterna, se lövgroda samt lövgrodor
Opel Laubfrosch var den bilmodell som blev Opels första framgångsrika modell. Den var en storsäljare på 1920-talet, och gjorde att Opel fick 40% av marknaden i Tyskland. Modellen var en kopia av Citroën Type C. I Sverige kallades modellen Lövgrodan vilket är en direktöversättning av det tyska namnet.